# Polybia affinis
Polybia affinis är en getingart som beskrevs av François du Buysson 1908. Polybia affinis ingår i släktet Polybia och familjen getingar. Inga underarter finns listade i Catalogue of Life.